# Lachenalia concordiana
Lachenalia concordiana là một loài thực vật có hoa trong họ Măng tây. Loài này được Schltr. ex W.F.Barker mô tả khoa học đầu tiên năm 1978.